# Wiehlenarius
Wiehlenarius là một chi nhện trong họ Linyphiidae.